# شرف النساء الیزابت

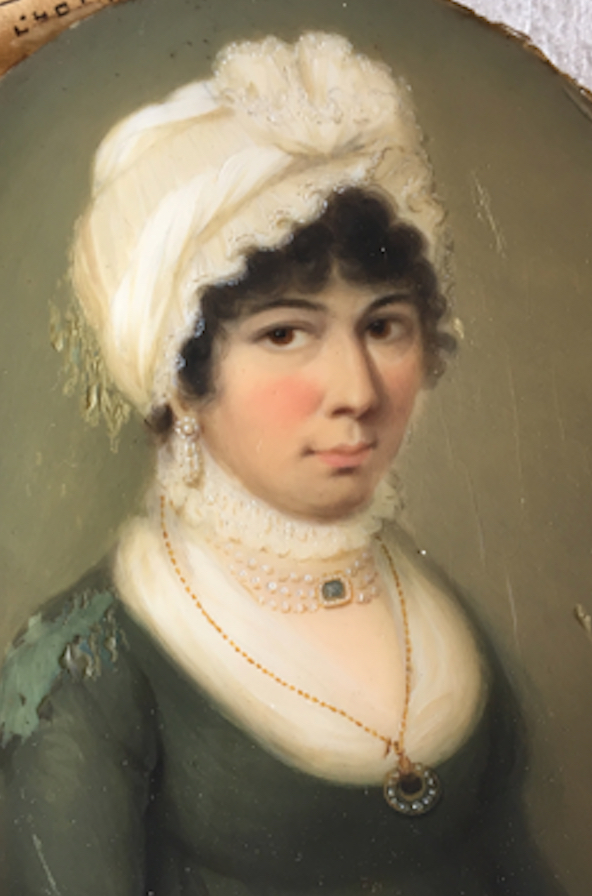
شرف النساء

شرف النساء دوکارل (۱۷۵۸–۱۸۲۲) یک نجیب‌زاده مسلمان اهل پورنیا در بیهار، هند بود که بعداً به همراه همسرش جرارد دوکارل، به انگلستان رفت مسیحی شد و نام الیزابت را برگزید. خانواده او برای شرکت هند شرقی بریتانیا، کار می‌کردند. مطالعه زندگی او بسیار مهم است، زیرا یکی از نمونه‌های اولیه یک زن خارجی تمزیج شده در جامعه بریتانیا است.

## زندگی
او در شهر پورنیا یا اطراف آن در خانواده ای صاحب زمین یا اشرافی که با شرکت بریتانیایی هند شرقی در تماس بودند به دنیا آمد. در سن ۱۲ سالگی، او زندگی بدون ازدواج خود با جرارد گوستاووس دوکارل را آغاز کرد که به عنوان ناظر شرکت در ناحیه پورنیا منصوب شده بود. خانواده دوکارل ادعا کردند که الیزابت دختر یک «ماهاراجه در پورنیا» است و همچنین او را «شاهزاده خانم ایرانی» توصیف کرده‌اند.
۱۳ ساله بود که اولین دخترش را در سال ۱۷۷۱ به دنیا آورد که الیزابت نام داشت که در سن ۱۰ سالگی به انگلستان فرستاده شد. جرارد دوکارل پس از ترک پست خود در پورنه، الیزابت را با خود به قرارهای مختلف در هند از جمله کلکته برد. بین سال‌های ۱۷۷۰ و ۱۷۸۲، سه فرزند دیگر به دنیا آورد. مری (۱۷۷۷)، فیلیپ (۱۷۷۸) و ویلیام (۱۷۸۰). هر سه آنها برای تحصیل به انگلستان فرستاده شدند در حالی که زن و شوهر در هند ماندند.

## زندگی در انگلستان
در سال ۱۷۸۴، او با جرارد به انگلستان رفت و در سال ۱۷۸۷ ازدواج کردند. به مسیحیت گروید و نام خود را به الیزابت تغییر داد. گفته می‌شود که تغییر او به همسر قانونی برای آن دوره غیرعادی بود، زیرا توصیه رایجی که به کارمندان شرکت هند شرقی داده می‌شد این بود که با زن خارجی ازدواج نکنند. در این مورد، مگان ایتون، آکادمیک، فکر می‌کند که جرارد دوکارل از تماس‌هایی که از طریق الیزابت در میان بزرگان محلی مسلمان و مغول برقرار می‌کرد سود می‌برد. خانواده دوکارل، از اعیان زمین‌دار گلوسسترشر بودند و از نوادگان هوگنوت‌های فرانسوی بودند که در نیولند ساکن شدند. این خانواده ثروت خود را از طریق سرمایه‌گذاری و خدمت در شرکت هند شرقی به دست آوردند.

## دیدار با میرزا ابوطالب
میرزا ابوطالب خان در سال ۱۷۹۹ در حین سفر به انگلستان از دوکارل بازدید کرده بود. او در سفرنامه خود آورده است:
آقای دوکارل نیز برای مدت طولانی در هند بود و به عنوان ضابط شرکت هند شرقی در پورنیا مشغول بود. در این هنگام زنی از اشراف به دست او افتاد و از او صاحب فرزند شد. زن مذکور در هنگام بازگشت دوکارل به فرنگ به آن وطن رفت. پس از گزارش ورود من توسط آقای جانسون، او به ملاقات [من] علاقه نشان داد. به دیدنش رفتم چون زن مذکور بیست سال است که در آن کشور بوده به زبان و پوشش و نحوه نشستن و ایستادن و از هر نظر او را مانند زنان فرنگی یافتم. او سه یا چهار تا از فرزندانش را به من معرفی کرد که یکی از آنها نوزده ساله بود، و هیچ تفاوتی بین آنها [و اروپایی‌ها] وجود نداشت. او از ملاقات با من بسیار خوشحال و راضی بود. اما از آنجا که آقای دوکارل عصبانی شده بود، من از اعمال او خوشم نیامد و دیگر آنجا نرفتم.

## شخصیت و مرگ
از دفتر خاطرات او متوجه می‌شویم که زندگی اجتماعی فعالی داشته و سه بار در هفته بیرون غذا می‌خورد و در عین حال با فرزندانش وقت می‌گذراند. او در نهایت بیش از سه فرزندش عمر کرد و در سال ۱۸۲۲ در دهکده نیولند، گلاسترشر درگذشت.

## در فرهنگ عامه
گفته می‌شود که خواهران شارما در برنامه تلویزیونی، بریجرتون، تا حدی از افراد واقعی مانند شرف النساء الهام گرفته‌اند.